# Stadion Miejski przy ul. Sportowej w Toruniu
Stadion Miejski przy ul. Sportowej w Toruniu – nieistniejący stadion miejski znajdujący się w Toruniu. Przed II wojną światową był nazywany stadionem potocznie stadionem przy Szosie Chełmińskiej, w następnych latach przy Bema lub przy Sportowej. W obiekcie odbywały się zawody lekkoatletyczne oraz mecze piłki nożnej, krótko po zakończeniu II wojny światowej również turnieje żużlowe. Stadion został wyburzony w 1970 roku, na jego miejscu wzniesiono wieżowce.